# Avram Hersko
Avram Hersko (héberül: אברהם הרשקו – Avraham Hershko; eredetileg Herskó Ferenc; angol átírásban Avram Hershko; Karcag, 1937. december 31. –) magyar származású, Nobel-díjas izraeli biokémikus.

## Életpályája

### Családja[1]
1937-ben született Karcagon; családjával hétéves koráig élt a szülővárosában. Apja, Herskó Mózes Karcagon a zsidó iskola tanítója volt, de 1944-ben munkaszolgálatra vitték, majd szovjet fogságba esett; csak 1947 nyarán jutott haza.
A németek 1944. március 19-ei magyarországi bevonulása után a családot először a helyi gettóba hurcolták, majd Szolnokra vitték. A szolnoki deportáltak nagy többségét Auschwitzba szállították, Ferenc azonban anyjával és testvérével véletlenül abba a „szállítmányba” került, amelyet máig ismeretlen okból Bécs környékére, Strasshof an der Nordbahnba vittek. A háború után visszakerültek Karcagra.
Miután apja hazajutott a fogságból, a család előbb Budapestre költözött, majd 1950-ben kivándoroltak Izraelbe. Legálisan tették ezt egy megállapodás értelmében, amely szerint 3000 zsidó kivándorlását engedélyezték. A családfő Izraelben is folytatta a tanítást, számtankönyveket is írt. Két fiát, Lászlót és Ferencet jó hírű iskolákban és egyetemeken taníttatta. Izraelben minden elemista Herskó Mózes elemista könyveiből tanulta a számtant. Ma is úgy emlegetik az oktatási módszerét, hogy „Herskó-módszer”. Megírta magyar nyelven és héberül a karcagi zsidó közösség történetét. Herskó Mózes 1999 decemberében, 94 éves korában hunyt el.

### Pályája Izraelben és az USA-ban

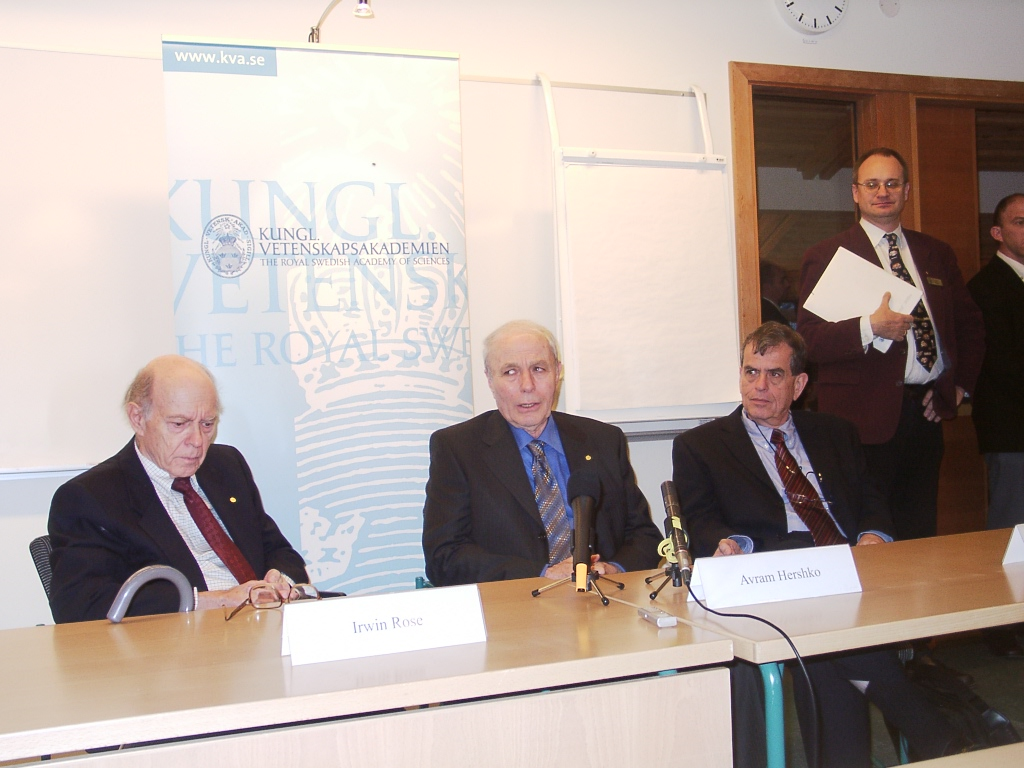
A három Nobel-díjas biokémikus balról jobbra: Irwin Rose; Avram Hersko; Aaron Ciechanover (2004)

Ő maga 1965-ben szerzett orvosi diplomát, és 1969-ben PhD fokozatot a jeruzsálemi Héber Egyetem Hadassah Faculty of Medicine karán. Ezután két évig posztdoktori ösztöndíjjal San Franciscoban kutatóként működött. Jelenleg a Rappaport Family kutatóintézet professzora a Technionon (Izraeli Műszaki Egyetem) Haifában és a New York Egyetemen patológiaprofesszor. 2000-ben Albert Lasker-díjat kapott. Aaron Ciechanoverrel és Irwin Rose-zal megosztva kapta a kémiai Nobel-díjat 2004-ben az ubikvitin-mediálta fehérjebomlás felfedezéséért.
Az ubikvitin-proteaszóma útnak kritikus szerepe van a sejtek homeosztázisának fenntartásában és olyan betegségek kifejlődésében van szerepe mint:
- rák
- izom- és idegbetegségek
- immunválaszok
- cisztás fibrózis

Nemzetközileg elismert vezető angol nyelvű szakfolyóiratokban adta közre tudományos közleményeit, már 2004-es Nobel-díjjal való kitüntetése előtt munkássága számos elismerésben részesült főleg izraeli (Wolf-díj, 2001) és amerikai (az Amerikai Tudományos Akadémia díja, 2003) tudományos körök részéről. A legutóbbi időkben tudós csoportjával kifejlesztett inzulinkapszuláit Dél-Afrikában tesztelik.

## Tudományos közleményei angol nyelven[7]
- Hershko, A., Ciechanover, A., Heller, H., Haas, A.L., and Rose I.A. (1980) "Proposed role of ATP in protein breakdown: Conjugation of proteins with multiple chains of the polypeptide of ATP-dependent proteolysis". Proc. Natl. Acad. Sci. USA 77, 1783-1786.
- Hershko, A., Heller, H., Elias, S. and Ciechanover, A. (1983) Components of ubiquitin-protein ligase system: resolution, affinity purification and role in protein breakdown. J. Biol. Chem. 258, 8206-8214.
- Hershko, A., Leshinsky, E., Ganoth, D. and Heller, H. (1984) ATP-dependent degradation of ubiquitin-protein conjugates. Proc. Natl. Acad. Sci. USA 81, 1619-1623.
- Hershko, A., Heller, H., Eytan, E. and Reiss, Y. (1986) The protein substrate binding site of the ubiquitin-protein ligase system. J. Biol. Chem. 261, 11992-11999.
- Ganoth, D., Leshinsky, E., Eytan, E., and Hershko, A. (1988) A multicomponent system that degrades proteins conjugated to ubiquitin. Resolution of components and evidence for ATP-dependent complex formation. J. Biol. Chem. 263, 12412-1241.
- Sudakin, V., Ganoth, D., Dahan, A., Heller, H., Hershko, J., Luca, F.C., Ruderman, J.V. and Hershko, A. (1995). The cyclosome, a large complex containing cyclin-selective ubiquitin ligase activity, targets cyclins for destruction at the end of mitosis. Mol. Biol. Cell 6, 185-198.

## Díjak, elismerések (válogatás)
- Weizmann-díj (Izrael, 1987)
- Israel-díj (1994)
- Wachter-díj (Innsbrucki Egyetem díja, Ausztria, 1999)
- Nemzetközi Gairdner-díj (Gairdner Alapítvány díja, Kanada)
- Kémiai Nobel-díj (2004)
- Karcag díszpolgára (2004)[8]
- A Magyar Köztársasági Érdemrend középkeresztje a csillaggal (2005)

## Fordítás
- Ez a szócikk részben vagy egészben  az   Avram Hersko című francia Wikipédia-szócikk fordításán alapul.  Az eredeti cikk szerkesztőit annak laptörténete sorolja fel. Ez a jelzés csupán a megfogalmazás eredetét és a szerzői jogokat jelzi, nem szolgál a cikkben szereplő információk forrásmegjelöléseként.